# Astromuricea fusca
Astromuricea fusca is een zachte koraalsoort uit de familie Plexauridae. De koraalsoort komt uit het geslacht Astromuricea. Astromuricea fusca werd in 1911 voor het eerst wetenschappelijk beschreven door J.S. Thomson. 